# کیگان برادلی
کیگان برادلی (انگلیسی: Keegan Bradley؛ زادهٔ ۷ ژوئن ۱۹۸۶) یک گلف‌باز اهل ایالات متحده آمریکا است.